# Hugo Manuel Juárez Montoya
Hugo Manuel Juárez Montoya (13 de agosto de 1943-16 de marzo de 2022), fue un prestigioso músico argentino y profesor de música. Hijo de Oscar Ramón Juárez (abogado y poeta) y Rosario Montoya. Fue un virtuoso guitarrista, arreglador-orquestador, y uno de los primeros músicos en ejecutar la guitarra eléctrica en Santiago del Estero (Argentina). Es el autor de la marcha deportiva "Juegos de la Araucanía" (letra y música) reconocida como marcha bi-nacional también por la República de Chile. Obtuvo el Premio Trimarg 2008 (CAMU/CIM/UNESCO) en arreglos para guitarra de la Misa Patagónica.

## Primeros años
A los 10 años comienza a tocar la quena, y a los 12 años, la guitarra, orientado por su madre en acordes y en escalas. Paralelamente, entusiasmado por el músico santiagueño Hugo Díaz, aprende a ejecutar la armónica.
A los 13 años forma el dúo Juárez-Tévez con Leopoldo Dante Tévez, actualmente Leo Dan, a quien conoció debido al noviazgo entre su hermano, Oscar Juárez, y la hermana de Leo, Ramona Azucena Tévez (Chicha).
La primera vez que pulsa una guitarra eléctrica es a los 14 años, edad en la que también aprende a tocar el violín, cuando se une a la orquesta "Las Estrellas Americanas del Jazz", reemplazando al guitarrista Coco Villagrán. A esta edad también acompaña al cantautor Billy Cafaro, creador del tema Pity Pity.
Sus primeras influencias fueron los músicos argentinos Oscar Alemán, Horacio Malvicino, Mario Fioramonti y Walter Ruiz "el Rey de los Acordes", siendo estos dos últimos 
guitarristas santiagueños.
A los 15 años forma un conjunto folklórico llamado "los Troveros del Salitral" con su primo Mario Juárez, Leopoldo Dante Tévez (Leo Dan) como vocalista, Gustavo Chazarreta, y Julio Cárdenas.
Además, aprende a tocar el piano, conocimiento que posteriormente le serviría para armonía y orquestación.
A los 16 años crea los "King Rockers", primer grupo de rock del norte argentino, y a los 17, "los Demonios del Ritmo", grupo que se dedicó a tocar diversos géneros musicales. 
Hugo es el primero en armar un bajo eléctrico (y a su vez, dos guitarras eléctricas) en el norte del país, iniciando una nueva etapa para los músicos de la zona.

## Su carrera en Buenos Aires
A los 20 años se traslada a Buenos Aires donde tiene la oportunidad de grabar en el sello discográfico Juniors de Alberto Losavio (Tine)un disco simple con dos temas: "Mi guitarra toca twist" y "María Laura". En un segundo disco para el mismo sello graba los temas "Lo que sufrí" y "Primavera de mi corazón".
Durante su estadía en Buenos Aires, toca con Pinky Rubano (baterista), Néstor Rama (organista), Cacho Valdéz (guitarrista), Chungo Rodríguez (guitarrista), Adalberto Cevasco (bajista), Bochy Iacopetti (autor de "Quieren matar al ladrón" y la zamba "Me gusta Jujuy cuando llueve"), José Alberto Iglesias (conocido como Tanguito), Roberto Vignola (acordeonista), Carlos Datto (saxofonista), Barry Moral (clarinetista), Horacio Larrumbe (organista), Mingo Moles (bandoneonista), José Colángelo (pianista de Aníbal Troilo), Antonio Agri (violinista de Piazzolla), Dino Saluzzi (bandoneonista), Bernardo Baraj (saxofonista) y Juan Gamba Gentilini (guitarrista).

## Patagonia
A la edad de 22 años se radicó en Trelew-Chubut.
Acompañó a diferentes cantantes: Rodolfo Lesica, Calígula, al animador Juan Carlos Mareco, Jorge Valdez, Roberto Goyeneche, Gabriel Reynal, Andy Moss (excantante de The Platters), la artista peruana Fetiche, el mexicano Fabricio (hijo de la cantante Eva Garza), el percusionista santiagueño Domingo Cura y Hugo Giménez Agüero (Cosquín, 1992).
También formó el primer grupo patagónico de rock, junto a los hermanos Hugo y Ubaldo Sepúlveda, en bajo y batería respectivamente, y Roberto Tinello en guitarra rítmica, utilizando el mismo nombre de su primer grupo santiagueño King Rockers. Fue el primero, en el sur Argentino, en comenzar a tocar Jazz Rock con su conjunto Agrupación Moderna.
A partir de los 27 años, comienza a trabajar como arreglador y orquestador en la Banda de Música de la Policía del Chubut. En el año 2005, esta banda se presenta en Cosquín con sus arreglos y dirección.
También en el 2005, grabó la Misa Patagónica a cargo de los arreglos y ejecución de guitarra, correspondiendo a Damián Sánchez los arreglos corales, realizándose dicha grabación con el ingeniero de sonido Amílcar Gilabert, y a cargo de Raúl Mario Silva la percusión y la producción general.
En el año 2008 fue director y fundador de la Escuela Itinerante Barrial de Música a través de Policía Comunitaria, enseñándose a los niños, distintos instrumentos de viento.
Desde el año 2011 y hasta el comienzo de la pandemia por Covid-19, tuvo una escuela de instrumentos musicales, EDIM, que funcionó en su domicilio particular dictando las clases con su señora Roxana.

## Editorial Musical Técnica Patagónica
En el año 2004, Hugo Juárez inicia un emprendimiento familiar junto a su esposa Roxana Juárez, que se daría a conocer como EMTP: Editorial Musical Técnica Patagónica, la cual produce métodos y tratados de música. Algunos de sus títulos son: La nueva Armonía, Solfeo Progre (clave de sol, fa alto, fa bajo, do 3.ª línea), Multimétodos (guitarra eléctrica, bajo, batería y teclado), Guitarra Española, El Copista (cuaderno de caligrafía musical), violín, viola, violoncello, saxofón, trompeta, entre otros.

## Últimos años y fallecimiento
Durante sus últimos años, Hugo Juárez gozó de buena salud, y tuvo una vida armoniosa junto a su esposa Roxana, siempre haciendo música y pensando en nuevos proyectos. En febrero de 2022 enfermó de Covid-19. A la edad de 78 años, Hugo Juárez falleció por complicaciones de dicha enfermedad. Su esposa, hijos y amigos lo acompañaron hasta el último momento.